# Малколм Ікс (фільм)
«Малкольм Ікс» (англ. Malcolm X) — драматичний біографічний фільм режисера Спайка Лі, який вийшов на екрани 1992 року. Стрічка розповідає про афроамериканського борця за права темношкірого населення США Малкольма Ікса. У 2010 році картина була включена в Національний реєстр фільмів США.

## Сюжет
Фільм оповідає про життя і трагічну долю відомого борця за права темношкірих американців Малкольма Ікса (Дензел Вашингтон), показує його духовну еволюцію від чорного расизму до розуміння необхідності побудови суспільства, в якому зможуть уживатися представники різних рас, національностей і релігій.

## Історична достовірність
Спайк Лі прямо заявляв, що пропонує «своє власне бачення Малкольма Ікса», у зв'язку з чим він значно переробив початковий сценарій. Кандидатуру Лі розкритикували чорні націоналісти: лідер Об'єднаного фронту за збереження спадщини Малкольма Ікса поет Амірі Барака заявив, що вони не дозволять Лі підсолодити правдиву історію Малкольма Ікса на догоду білим і представникам чорного середнього класу. Разом із тим, Лі в ряді випадків демонструє драматизацію біографії персонажа якраз відповідно до наративів чорних націоналістів. Так, коли 1929 року згорів будинок батьків Малкольма Ікса, його батько звинуватив у цьому білих расистів із групи «Чорний легіон», але в реальності це звинувачення будувалося лише на здогадах, тоді як у фільмі зображено детальну сцену зіткнення батька з погромниками й версія про підпал видається за факт. Те ж саме стосується і загадкових обставин смерті батька Малкольма — в реальності версія вбивства залишилася на рівні чуток, а у фільмі це не ставиться під сумнів. Окрім того, за версією Спайка Лі мати Малкольма збожеволіла і була поміщена в психіатричну клініку через те, що соціальні працівники забрали в неї дітей, які виховувалися в злиднях. У реальності її психічне здоров'я похитнулося після того, як вона намагалася вийти заміж вдруге, але наречений кинув її вагітну. Діти опинилися в притулку внаслідок її госпіталізації, а не навпаки.

## Акторський склад

### Основний
- Дензел Вашингтон — Малколм Ікс
- Анджела Бассетт — Бетті Шабазз
- Альберт Голл — Бейнс
- Аль Фріман молодший — Елайджа Мухаммад[en]
- Делрой Ліндо — Вест-Індській Арчі
- Спайк Лі — Коротун
- Тереза Рендл — Лора
- Кейт Вернон — Софія

### Другорядний
- Ернест Лі Томас — Сідні
- Крістофер Пламмер — капелан Гілл
- Лонетт Мак-Кі — Луїза Літтл
- Томмі Голліс — Ерл Літтл
- Джанкарло Еспозіто — Томас Гейґен
- Венделл Пірс — Бен Томас
- Леонард Л. Томас — Леон Девіс
- Ліланд Гантт — Вілбер Мак-Кінлі
- Майкл Гесс — Вільям Бредлі
- Роджер Гуенвер Сміт — Руді
- Джеймс Мак-Деніел — брат Ерл
- Стів Вайт — брат Джонсон
- Вероніка Вебб — сестра Люсіль Розарі
- Жан-Клод Ла Марр — Бенджамін Два-Ікс
- Дебі Мейзар — Пеґ
- Карен Аллен — місис Данн
- Пітер Бойл — капітан Грін
- Девід Патрік Келлі — містер Островскі, учитель
- О. Л. (Орвілл Льюїс) Д'юк — Піт
- Ларрі Мак-Кой — Семмі
- Джо Сенека — Тумер
- ЛаТаня Річардсон — Лоррейн
- Ширлі Стоулер — Сверлін
- Крейґ Воссон — ведучий ток-шоу
- Мері Еліс — гарлемська вчителька
- Волтер Емануель Джонс — відвідувач барбершопа
- Віллі Джей Мітчелл — нападник із числа «Чорного легіону»
- Беатріс Вінд — літня жінка, що підбадьорювала Малкольма перед промовою
- Філліс Івонн Стікні — Хані
- Монті Росс — майстер церемоній
- Рікі Гордан — Лайонел Гемптон
- Річард Шифф — репортер

### Камео
- політичні активісти Боббі Сіл[en] та Ел Шарптон — вуличні проповідники;
- адвокат Вільям Кунстлер[en] — суддя, який ув'язнює Малкольма та Коротуна;
- майбутній президент ПАР Нельсон Мандела — учитель школи в Совето, який читає лекцію про Малкольма Ікса;
- Ніколас Туртурро[en] — бостонський поліцейський;
- Майкл Імперіолі — репортер новин;
- Вінсент Д'Онофріо — свідок вбивства Джона Кеннеді;
- кінорежисер Джон Сейлз[en] — агент ФБР, який стежить за Малкольмом;
- 8-річний Джон Девід Вашингтон — учень гарлемської школи;
- Оссі Девіс[en] — у фіналі фільму виголошує свою реальну промову, яку він читав на похороні Малкольма Ікса.